# VII Festival de Antofagasta
La VII versión del Festival de Antofagasta se realizó los días 14 y 15 de febrero de 2015 en las Ruinas de Huanchaca de la ciudad de Antofagasta en Chile. El evento fue desarrollado por la Municipalidad de Antofagasta a través de la Corporación Cultural y bajo la productora New Sunset. Fue transmitido por Canal 13, y contó con la animación de Martín Cárcamo y Tonka Tomicic.

## Presentaciones

### Sábado 14 de febrero
- Franco de Vita
- Palta Meléndez (humor)
- Alexis & Fido

### Domingo 15 de febrero
- Wisin
- Los Atletas de la Risa (trío humorístico)
- Villa Cariño

## Controversias
Al igual que los años anteriores (2009 al 2014) esta versión del festival se realizaría en el Sitio 0 del Puerto de Antofagasta. Sin embargo las organizaciones "Este Polvo te mata" y "No Más Quemas" solicitan al municipio antofagastino la no realización del certamen en el recinto portuario debido a las contantes denuncias de Contaminación de plomo y concentrado de cobre en la intermediaciones del puerto y en gran parte de la ciudad. Aunque en un principio se pensó en el Estadio Regional Calvo y Bascuñán este fue desmentido debido a que se estaba preparando el recinto para la próxima Copa América Chile 2015. Por ello es que el municipio trasladó el festival a la explanada del Monumento Histórico Ruinas de Huanchaca.